# 鳥羽幸信
鳥羽 幸信（とば ゆきのぶ、1916年11月23日 - 1992年2月12日）は、日本のコレクター、映画史家である。元東京国立近代美術館フィルムセンター主幹。300本の映画フィルムによる「鳥羽幸信コレクション」で知られる。

## 人物・来歴
1916年（大正5年）11月23日、東京府（現在の東京都）に生まれる。
東京国立近代美術館フィルムセンターに勤務し、主幹を務め、1978年（昭和53年）、満61歳で退官、同年4月1日付、当時の館長安達健二が後任の主幹事務取扱となった。それまで個人的にコレクションをつづけたサイレント映画の上映用プリントをもって、1980年（昭和55年）、江戸川区立小岩図書館で月1回の「名作無声映画を見る会」を開始する。その後並行して、港区立みなと図書館でも二ヶ月に一度「名作無声映画鑑賞会」を行う。自ら弁士を務め、サイレント映画の普及に努めた。
なお当時のパンフレットには「編集人　鳥羽幸信」とあるが、「解説　羽鳥天来」の表示もあり、弁士としては「羽鳥天来」の名を使用していた。
1992年2月12日、死去した。満75歳没。

## 鳥羽幸信コレクション
鳥羽のコレクションは300本にのぼり、下記のようなプリントを含んでいる。没後、アテネ・フランセ文化センターが同コレクションを継承し、「映画の授業」等の企画で上映している。
- 『ジゴマ』、監督ヴィクトラン・ジャッセ、1911年[3]
- 『紅燈祭』、監督アルベール・カペラーニ、1919年
- 『寵姫ズムルン』、監督エルンスト・ルビッチ、1920年
- 『ピーター・パン』、監督ハーバート・ブレノン、1924年

## 註
1. 1 2 3 4 5 6 7  鳥羽幸信、『講談社 日本人名大辞典』、講談社、コトバンク、2010年3月18日閲覧。
2. 1 2  『東京国立近代美術館年間報告書 1978年』、東京国立近代美術館、1978年、p.4.
3. ↑  京橋映画小劇場No.4 シネマの冒険 闇と音楽2006 - ジゴマ、東京国立近代美術館フィルムセンター、2010年3月18日閲覧。